# Municipio de Milan (Indiana)
El municipio de Milan (en inglés: Milan Township) es un municipio ubicado en el condado de Allen en el estado estadounidense de Indiana. En el año 2010 tenía una población de 3749 habitantes y una densidad poblacional de 38,61 personas por km².

## Geografía
El municipio de Milan se encuentra ubicado en las coordenadas 41°8′26″N 84°56′53″O / 41.14056, -84.94806. Según la Oficina del Censo de los Estados Unidos, el municipio tiene una superficie total de 97.1 km², de la cual 96.29 km² corresponden a tierra firme y (0.83%) 0.8 km² es agua.

## Demografía
Según el censo de 2010, había 3749 personas residiendo en el municipio de Milan. La densidad de población era de 38,61 hab./km². De los 3749 habitantes, el municipio de Milan estaba compuesto por el 98.03% blancos, el 0.61% eran afroamericanos, el 0.05% eran amerindios, el 0.08% eran asiáticos, el 0.03% eran isleños del Pacífico, el 0.56% eran de otras razas y el 0.64% pertenecían a dos o más razas. Del total de la población el 1.17% eran hispanos o latinos de cualquier raza.